# Jean-Louis-Charles-François de Marsanne
Jean-Louis-Charles-François, comte de Marsanne de Fontjuliane (12 octobre 1741, Montélimar - 18 octobre 1815, Montélimar), est un militaire et homme politique français.

## Biographie
Jean-Louis-Charles-François, comte de Marsanne de Fontjuliane, naît le 12 octobre 1741 à Montélimar, dans le Dauphiné. Il est le fils de Jean-Louis de Marsanne et de Justine de la Coste-Maucune. 
Officier d'infanterie, il donna sa démission quelque temps avant la Révolution, pour s'occuper de l'exploitation de ses propriétés. Élu député aux États généraux par la noblesse du Dauphiné, le 5 janvier 1789, il se réunit aux tiers état avec une quarantaine d'autres députés de son ordre, vota l'abolition des privilèges, et contribua à faire rendre à leurs anciens possesseurs les biens des protestants fugitifs encore aux mains de la Régie. 
Il avait été élu, le 7 août 1789, colonel de la garde nationale de Montélimar ; il dut son salut à cette situation, quand, au mois d'octobre de la même année, il fut assailli et maltraité par le peuple. 
Devant la marche croissante du mouvement révolutionnaire, il émigra ; mais les officiers de l'armée de Condé ne le jugèrent pas assez royaliste pour le recevoir parmi eux. Le marquis de Bombelles le mentionne dans son journal. Évoquant les émigrés réfugiés à Frauenfeld, en Suisse, où lui-même séjourna le 9 mars 1793, il note qu' "un seul vit dans la même ville comme une brebis galeuse. C'est un M. de Marsanne, député du mauvais côté de la première Assemblée nationale". 
Après son séjour à l'étranger, Marsanne rentra en France. Il était adjudant des transports de la République à Lyon quand il demanda et obtint, le 11 brumaire an X, d'être rayé de la liste des émigrés.
Il avait épousé en 1773 Marie Anne de Faret de Fournès, sœur de Jules-Marie-Henri de Faret de Fournès et fille du comte Henri de Faret de Fournès, mestre de camp de cavalerie et d'Ambroisine de Cadoine de Gabriac.

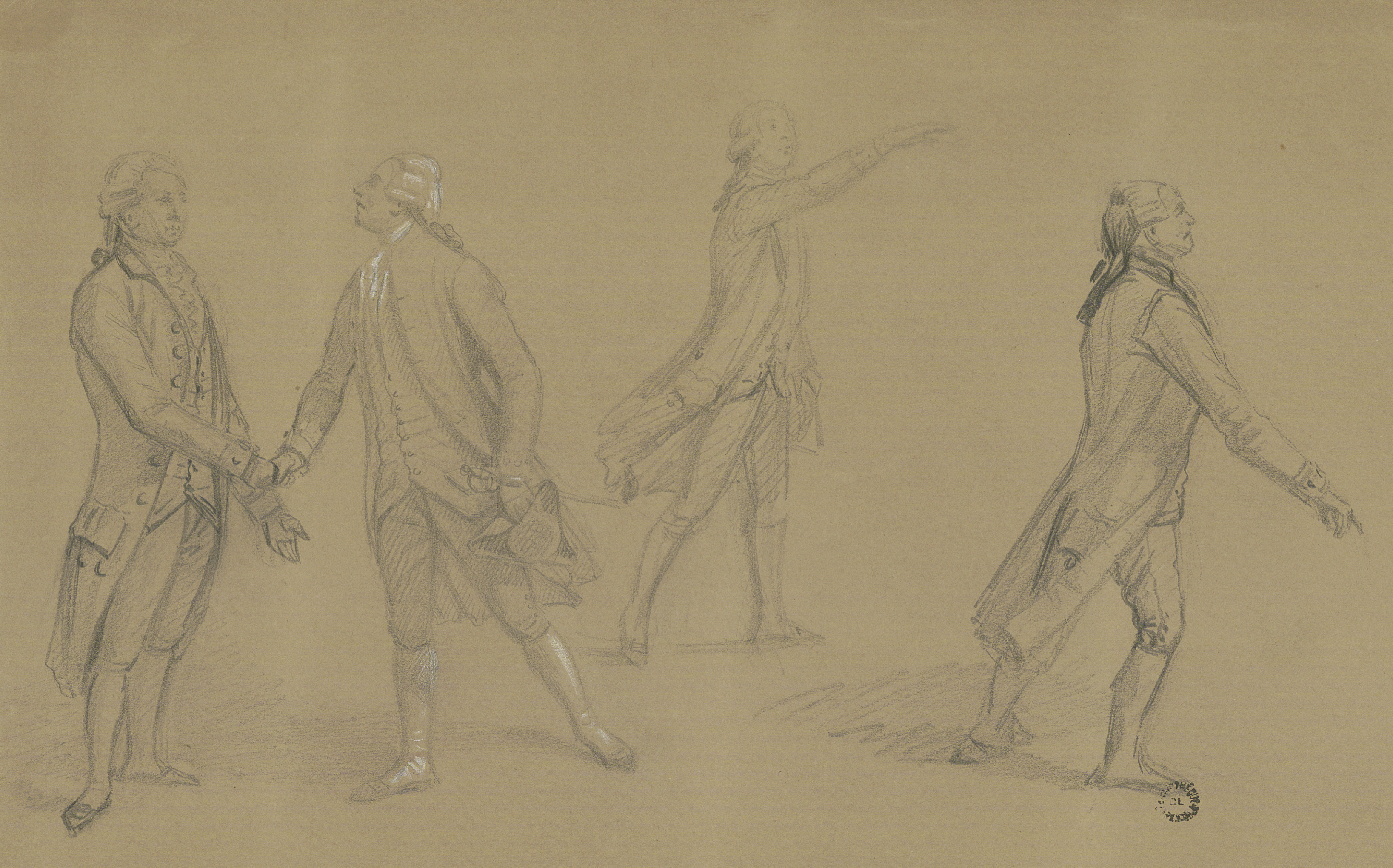
Études pour le tableau représentant l’assemblée de Vizille de 1788 : Claude Perier, à gauche, accueille le comte de Marsanne-Fontjuliane.

## Sources
- « Jean-Louis-Charles-François de Marsanne », dans Adolphe Robert et Gaston Cougny, Dictionnaire des parlementaires français, Edgar Bourloton, 1889-1891 [détail de l’édition]
- Justin Brun-Durand, Dictionnaire biographique et biblio-iconographique de la Drôme : contenant des notices sur toutes les personnes de ce département qui se sont fait remarquer par leurs actions ou leurs travaux, avec l'indication de leurs ouvrages et de leurs portraits, Tome II - H à Z, Grenoble, Librairie dauphinoise, 1901, 490 pages, p.122 (Lire en ligne)